# Stefanie Clausen
Stefanie Clausen (n. 1 aprilie 1900, Copenhaga, Danemarca – d. 2 august 1981, Nivå, Regiunea Hovedstaden, Danemarca) a fost o săritoare în apă ce a reprezentat Danemarca, medaliată olimpică. A participat la o ediție a Jocurilor Olimpice (1920) în care a câștigat o medalie de aur.

## Participări
Lista de mai jos prezintă principalele competiții la care a participat Stefanie Clausen de-a lungul carierei.
- diving at the 1920 Summer Olympics – women's 10 metre platform[*]